# Pilea usambarensis
Pilea usambarensis är en nässelväxtart som beskrevs av Adolf Engler. Pilea usambarensis ingår i släktet pileor, och familjen nässelväxter.

## Underarter
Arten delas in i följande underarter:
- P. u. engleri
- P. u. veronicifolia